# Фуггер, Антон
Антон Фуггер (нем. Anton Fugger; 10 июня 1493 — 14 сентября 1560) — глава аугсбургского торгово-кредитного дома Фуггеров после смерти своего дяди Якова Богатого в 1525 году. Носил прозвище «князь купцов». Расширил обороты Фуггеров в Новом свете (Мексика, Перу, Вест-Индия), выстроил замок Ротенштейн.

## Биография
В своих делах Антон был настолько же осторожен, насколько его дядя был смел и предприимчив. Он выстраивал отношения с Габсбургами на чисто коммерческой основе, и неизменно требовал верного обеспечения своим кредитам. Когда настал срок возобновления фуггеровского контракта по откупу доходов испанских рыцарских орденов, он поддался давлению испанских патриотов и уступил его генуэзцам.
В 1530 году капиталы Антона Фуггера склонили выборщиков в пользу кандидатуры Фердинанда Габсбурга на престол Священной Римской империи. Во время Шмалькальденской войны он как добрый католик старался поддерживать Габсбургов, но совет Аугсбурга был на стороне протестантов, и самые крупные протестантские князья, ландграф гессенский и курфюрст саксонский, требовали, чтобы Фуггер помогал своими капиталами им, грозя в противном случае предать опустошению его земли. Аугсбургский совет заступился за Фуггера, который помог императору купить не только наёмников, но и союзников, тем самым выиграв войну.
При Антоне богатство Фуггеров достигло своей высшей цифры. Баланс 1546 года показывает сумму имущества Фуггеров круглым счетом в 5 млн гульденов. Это было самое крупное состояние в ту эпоху. Ободренный таким блестящим положением дел, Антон стал терять прежнюю осмотрительность — завел в 1545 году сношения с английской короной, смелее стал ссужать Габсбургов, начал спекуляции на антверпенской бирже. Однако риск не оправдал себя. В 1557 году Филипп II объявил о банкротстве Испании со всеми её колониями; на этом дефолте Фуггеры потеряли 4 млн гульденов.
Антон Фуггер умер в 1560 году, оставив управление делами своему племяннику Гансу Якову и своему сыну Марксу. От Антона происходит младшая из существующих ветвей рода Фуггеров (Фуггер-Бабенхаузен), а от его брата Раймунда — старшая.

## Генеалогическое древо Фугеров
| Якоб Старший фон Лилия (von der Lilie) (1398—1469) |

| Ульрих Старший (1441—1510) |

| Георг (1453—1506) |

| Якоб Богатый (1459—1525) |

| Ульрих Младший (1490—1525) |

| Раймунд (1489—1535) |

| Антон (1493—1560) |

| Ганс Якоб (1516—1575) |

| Георг (1518—1569) |

| Ульрих (1526—1584) |

| Маркус (1529—1597) |

| Ганс (1531—1598) |

| Якоб (1542—1598) |

| Зигмунд (ум. 1600) |

| Филипп Эдуард (1546—1618) |

| Октавиан Секундус (1549—1600) |

| Кристоф (1566—1615) |

| Якоб (1567—1626) епископ Констанца |

| Генрик Мария (1886—1959) |